# 小行星3407
小行星3407（3407 Jimmysimms）是一颗围绕太阳公转的小行星。1973年2月28日，盧波什·科胡特克在汉堡发现了此天体。
这颗小行星的绝对星等为343.724801684149等。